# 론다 라우시
론다 진 라우시(영어: Ronda Jean Rousey, 1987년 2월 1일~)는 미국의 유도 선수, 종합격투기 선수, 프로레슬링 선수다. 캘리포니아주 샌타 모니카에 있는 팀 하야스탄에 소속되어 있다. 라우시는 고코르 치비치안, 레오 프린쿠, 진 르벨 밑에서 매니 감부리안, 사코 치비치안, 카렌 다라비디안, 세박 마가키안과 함께 훈련하고 있다.
라우시는 전 스트라이크포스 여자 밴텀급 챔피언이자 전 UFC 여자 밴텀급 챔피언이었다. 그러나 피니쉬는 암바로 사용을 한다.

## 유도 경력
매사추세츠주 웨이크필드에 위치한 올림픽 트레이닝 센터에서 지미 페드로의 지도로 유도를 훈련했다. 2001년에 청소년 대표팀으로 발탁되었으며 2003년에 만 16살의 나이로 미국 국가대표 선수로 발탁되었다. 같은 해 10월 라스베이거스에서 열린 US 오픈을 통해 첫 국가대표 경기를 치렀으며, 영국의 세라 클라크의 뒤를 이어 은메달을 획득했다. 2004년 4월에는 베네수엘라의 마르가리타섬에서 열린 2004년 아메리카 선수권 대회에 참가하여 브라질의 에리카 모라이스를 꺾고 우승을 차지했다. 같은 해 6월에 만 17세의 나이로 그리스 아테네에서 열리는 2004년 하계 올림픽 출전 자격을 얻었으며, 아테네 올림픽 참가 최연소 유도 선수로 기록되었다. 8월에 열린 올림픽에서는 첫 상대인 오스트리아의 클라우디아 하일에게 패하여 패자부활전으로 진출했다. 패자부활전에서 영국의 클라크를 꺾었으나 북한의 홍옥성에게 패하여 첫 올림픽을 마쳤다. 올림픽 이후 2004년 9월 캐나다 몬트리올에서 열린 랑데부 캐나다 대회와 라스베이거스에서 열린 US 오픈에서 3위를 했고 그해 10월에 헝가리 부다페스트에서 열린 2004년 세계 주니어 선수권 대회에서 중국의 마오징징을 누르고 금메달을 획득했다.
2005년 5월에는 푸에르토리코의 카과스에서 열린 2005년 아메리카 선수권 대회에서 캐나다의 마리엘렌 치숄름을 누르고 금메달을 획득했고 2006년 4월 영국 버밍엄에서 열린 유도 월드컵에서 프랑스의 파니 리아보프를 누르고 금메달을 획득하며 10여년 만에 국제 A등급 유도 대회에서 우승한 미국 선수가 되었다. 5월에는 아르헨티나의 부에노스아이레스에서 열린 2006년 아메리카 유도 선수권 대회에서 쿠바의 야리사 아벨의 뒤를 이어 은메달을 획득했다. 같은 해 10월에 만 19세의 나이로 도미니카 공화국의 산토도밍고에서 열린 2006년 세계 주니어 선수권 대회에서 동메달을 획득하며 세계 주니어 선수권 대회에서 메달 2개를 획득한 최초의 미국 선수가 되었다. 이듬해인 2007년 1월에 런던에서 열린 브리티시 오픈에서 캐나다의 제니 봉상을 누르고 우승했고 2월에 라우시는 70kg으로 체급을 올렸으며, 오스트리아빈에서 열린 월드컵에서 일본의 구니하라 요리코를 꺾고 우승했다. 같은 해 5월에는 몬트리올에서 열린 2007년 아메리카 유도 선수권 대회에서 동메달을 획득했고, 7월에 브라질 리우데자네이루에서 열린 2007년 팬아메리칸 게임에서 브라질의 마이라 아기아르를 꺾고 금메달을 획득했다. 9월에는 리우데자네이루에서 열린 2009년 세계 선수권 대회에서 프랑스의 제브리즈 에만의 뒤를 이어 은메달을 획득했다. 세계 선수권 대회 이후에는 US 오픈, 랑데부 캐나다, 핀란드 오픈에서 연달아 우승을 차지했고 12월에서 열린 가노 지고로 컵에서는 일본의 우에노 마사에의 뒤를 이어 은메달을 획득했다.
2008년 2월에는 아를롱에서 열린 벨기에 오픈에서 3위를 했으며, 부다페스트에서 열린 월드컵에서는 스페인의 세실리아 블랑코를 꺾고 금메달을 획득했다. 5월에는 마이애미에서 열린 2008년 아메리카 유도 선수권 대회에서 캐나다의 카트린 로베르주에게 패하며 5위를 했으나 8월에 중국 베이징에서 열린 2008년 하계 올림픽에서 동메달을 획득했다. 첫 상대인 투르크메니스탄의 나시바 수르키예바와 2차전 상대인 폴란드의 카타지나 크위스를 모두 한판승으로 꺾었으며 8강에서 네덜란드의 에딧 보스에게 한판을 내주며 패했다. 이후 패자부활전에서 알제리의 라시다 웨르단과 헝가리의 메사로시 어네트를 차례로 누르고 동메달 결정전에 진출해으며, 동메달 결정전에서 독일의 아네트 뵘을 상대로 유효를 따내며 동메달을 획득했다. 이는 미국 선수가 올림픽 여자 유도에서 획득한 최초의 메달이다.

## 종합격투기 경력
론다 로우지는 유도 국가대표로 활동한 이후, 2010년 종합격투기(MMA) 무대로 전향했다. 아마추어 전적 3승 전승을 기록한 뒤 2011년 프로로 데뷔했으며, 데뷔 초부터 빠른 암바(팔 꺾기) 서브미션으로 주목을 받았다. Strikeforce 여성 밴텀급으로 활동하면서 Miesha Tate를 꺾고 챔피언에 오르며 이름을 알렸고, 이후 UFC가 Strikeforce를 흡수하면서 여성 선수 최초로 UFC와 계약을 체결했다.
2013년 UFC 157에서 Liz Carmouche를 상대로 UFC 여성부 역사상 첫 타이틀전을 치렀으며, 암바로 승리를 거두며 UFC 여성 밴텀급 초대 챔피언에 등극했다. 이후 UFC에서 Cat Zingano, Sara McMann, Alexis Davis, Bethe Correia 등 쟁쟁한 경쟁자들을 상대로 총 6차례 타이틀 방어에 성공하며 여성 MMA의 상징으로 자리잡았다. 특히 대부분의 경기에서 1라운드 내에 피니시 승리를 거둘 만큼 압도적인 실력을 보여줬다.
그러나 2015년 11월 UFC 193에서 Holly Holm에게 헤드킥 KO로 패배하며 커리어 첫 패를 기록했다. 약 1년 뒤인 2016년 말, 복귀전으로 Amanda Nunes와 맞붙었지만 1라운드 TKO로 패하며 사실상 종합격투기 경력을 마무리했다. 이후 MMA 무대에 복귀하지 않았으며, 프로레슬링(WWE)로 전향했다.
론다 로우지는 UFC 여성부의 초기 역사에서 가장 지배적인 챔피언 중 한 명이었으며, 여성 종합격투기의 대중화와 상업적 성공에 결정적인 기여를 한 인물로 평가된다.

## 프로레슬러 전향
2018년 2월 25일 WWE 일리미네이션 체임버 2018에서 등장을 했으며 계약식날부터 스테파니 맥맨한테 뺨을 날리며 그는 화가 단단이난 그가 트리플 H는 말리는데 이때 그는 트리플 H로 공격을 하고 그리고 다음날 2018년 2월 26일 WWE Raw에서 트리플 H가 커트 앵글한테 펀치를 날리고 만다!! 커트 앵글이 혼성 태그팀 매치로 변경을 하고 그리고 마침내 그리고 2018년 2월~4월까지는 커트 앵글이랑 같이 트리플 H & 스테파니 맥맨이랑 대립을 하고 있다가 WWE 레슬매니아 34에서 데뷔전 승리를 거두게 된다. 2018년 4월 9일 WWE Raw에서 다음날 그날부터 스테파니한테 암바를 걸며 대립은 끝나게 된다. 2018년 4월 16일 WWE Raw에서는 소냐 드빌이라는 대결을 하는가 하면 드빌이 밀려나가고 급기야 드디어 나탈리아라는 구해주면서 이렇게 붙어 다니기 시작했다.(나탈리아는 잠시 선역으로 바뀌게 된다)2018년 4월 23일 WWE Raw에서 메인 이벤트에서 5vs5 태그팀 매치에서 갑자기 난입을 하는데 이때 미키 제임스가 도발을 하는 순간 분노 폭발해서 싸워서 DQ 이후... 갑자기 미키 제임스한테 암바를 걸고 나탈리아를 부축을 하면서 마무리 짓는다 2018년 4월 30일 WWE Raw에서 이번엔 나탈리아 경기를 지켜보다가 갑자기 알렉사 블리스를 쫓아가면서 이긴 이후... 나이아 잭스가 난입을 하는 바람에 알렉사는 도망을 가고 급기야 막을 내린다. 2018년 5월 ~ 6월까지는 나이아 잭스라는 대립을 하다가 WWE 머니 인 더 뱅크 2018에서 타이틀을 아예 DQ승으로 알렉사 블리스가 끝내 타이틀을 가져가고 2018년 6월 18일 WWE Raw에서 알렉사랑 한번 싸우면서 이 후... 파워밤 테이블으로 날려 징계를 받는다! 그러다가 2018년 7월 ~ 9월까지는 알렉사 블리스를 대립을 하면서 2018년 8월 19일 진행되었던  WWE 섬머슬램 2018에서 알렉사 블리스를 이기고 생애 첫 WWE RAW 위민스 챔피언에 등극했다. 그리고 WWE 헬 인 어 셀 2018에서는 아예 방어를 하고 9월~10월까지는 벨라 트윈스 같이 상대 라이엇 스쿼드를 대립을 하다가 이기고 그리고 2018년 10월 8일 WWE Raw에서는 아예 니키 벨라가 타이틀을 도전을 할러고 끝내 WWE 에볼루션 2018에서 타이틀을 방어를 하고 그리고 이번에는 2018년 10월부터는 WWE 서바이버 2018에서 베키 린치라는 대결을 할 예정이며 그야말로 베키 린치라는 대립 중이다. 그럼에도 불구하고 2019년 3월 4일 raw에서 갑자기 처음으로 악역 전환했다.

## 트래시 토크
라우시는 여자 종합격투기에 트래시 토크라는 새로운 요소를 도입했다. 많은 인터뷰에서 상대에게 거슬리는 소리를 하고 대놓고 깔봤다. 라우시는 이것이 관심을 끌기위한 방법이라는 것에 대해 부정하지 않고, 미안해 하지도 않는다.

## 개인 정보
라우시는 예전에 비건이었다.
엄마인 앤 마리아 라우시 드마르스(Ann Maria Rousey DeMars)도 1984년 미국인으로는 처음으로 세계 유도 선수권 대회 우승자가 되었다.

## 수상 경력

### 프로레슬링
- WWE
  - WWE RAW 위민스 챔피언 1회
  - WWE 스맥다운 위민스 챔피언 2회
  - WWE 위민스 태그팀 챔피언 1회 - 셰이나 배즐러
  - WWE 위민스 로얄 럼블 (2022)
  - 8대 여성 WWE 트리플 크라운

### 종합격투기
- 여자 종합격투기 상
  - 2011 올해의 여자 격투기 선수
  - 2011 올해의 여자 페더급 선수
  - 2011 올해의 여자 신인

- 인사이드 MMA
  - 2011 올해의 여자 격투기 선수 바지(Bazzie) 어워드

- 미들이지
  - 2011 올해의 노탭 서브미션 (11월 18일 줄리아 버드와의 경기)

- 파이트 매트릭스
  - 2011 올해의 여자 신인

### 유도
- 올림픽
  - 2008 하계 올림픽 일반부 동메달

- 국제 유도 연맹
  - 2008 월드컵 일반부 금메달
  - 2008 벨기에 여자 오픈 일반부 동메달
  - 2007 카노지고로 배 도쿄 국제 유도대회 일반부 은메달
  - 2007 핀란드 오픈 일반부 금메달
  - 2007 세계 유도 선수권 대회 일반부 은메달
  - 2007 독일 오픈 일반부 동메달리스트
  - 2007 판 아메리칸 게임 일반부 금메달
  - 2007 판 아메리칸 챔피언십 일반부 동메달
  - 2007 월드컵 일반부 금메달
  - 2007 브리티시 오픈 일반부 금메달
  - 2006 핀란드 오픈 일반부 동메달
  - 2006 스웨덴 오픈 일반부 금메달
  - 2006 세계 유도 선수권 대회 청소년부 동메달
  - 2006 랑데부 일반부 금메달
  - 2006 판 아메리칸 챔피언십 일반부 은메달
  - 2006 월드컵 일반부 금메달
  - 2006 벨기에 여자 오픈 일반부 금메달
  - 2005 온타리오 오픈 일반부 금메달
  - 2005 랑데부 일반부 금메달
  - 2005 판 아메리칸 챔피언십 일반부 금메달
  - 2004 온타리오 오픈 일반부 금메달
  - 2004 온타리오 오픈 청소년부 금메달
  - 2004 세계 유도 선수권 대회 청소년부 금메달
  - 2004 랑데부 일반부 동메달
  - 2004 판 아메리칸 챔피언십 일반부 금메달
  - 2003 랑데부 일반부 금메달
  - 2001 쿠페 캐나다 컵 일반부 금메달

- 미국 유도
  - USA 일반부 내셔널 챔피언십 (2004, 2005, 2006, 2007, 2008, 2010)
  - USA 일반부 올림픽 팀 트라이얼스 위너 (2004, 2008)
  - 2007 US 오픈 일반부 금메달
  - 2006 US 오픈 일반부 금메달
  - 2006 USA 폴 클래식 일반부 금메달
  - 2006 US 오픈 청소년부 금메달
  - 2005 US 오픈 일반부 금메달
  - 2005 US 오픈 청소년부 은메달
  - 2004 US 오픈 일반부 동메달
  - 2003 US 오픈 일반부 은메달
  - 2003 USA 폴 클래식 일반부 금메달
  - 2002 US 오픈 청소년부 금메달

## 작품 목록

### 영화
- 익스펜더블 3 - 루나 역
- 마일 22 - 샘 스노우 역
- 분노의 질주: 더 세븐 - 카라 역

## 전적

### 프로 전적
| 프로 종합격투기 전적 | 프로 종합격투기 전적 | 프로 종합격투기 전적 | 프로 종합격투기 전적 | 프로 종합격투기 전적 | 프로 종합격투기 전적 | 프로 종합격투기 전적 | 프로 종합격투기 전적 |
| -------------------- | -------------------- | -------------------- | -------------------- | -------------------- | -------------------- | -------------------- | -------------------- |
| 14 시합              | (T)KO                | 항복                 | 판정                 | 실격                 | 그 밖                | 비김                 | 무효                 |
| 12 승                | 3                    | 9                    | 0                    | 0                    | 0                    | 0                    | 0                    |
| 2 패                 | 2                    | 0                    | 0                    | 0                    | 0                    | 0                    | 0                    |

| 승패 | 누적 전적 | 상대              | 승패 결정 방식         | 대회                                      | 개최 날짜        | 라운드 | 경기 시간 | 장소                            | 특이 사항                                             |
| ---- | --------- | ----------------- | ---------------------- | ----------------------------------------- | ---------------- | ------ | --------- | ------------------------------- | ----------------------------------------------------- |
| 패   | 12-2      | 아만다 누네즈     | KO (펀치)              | UFC 207                                   | 2016년 12월 30일 | 1      | 0:48      | 미국 네바다주 라스베가스        | UFC 여자 밴텀급 챔피언십 도전 실패                    |
| 패   | 12-1      | 홀리 홈           | KO (펀치)              | UFC 193                                   | 2015년 11월 15일 | 2      | 0:57      | 오스트레일리아 멜버른           | UFC 여자 밴텀급 챔피언십 상실                         |
| 승   | 12-0      | 베치 코헤이아     | KO (펀치)              | UFC 190                                   | 2015년 8월 1일   | 1      | 0:34      | 브라질 리우데자네이루           | UFC 여자 밴텀급 챔피언십 6차 방어.                    |
| 승   | 11-0      | 캣 진가노         | 항복 (스트레이트 암바) | UFC 184                                   | 2015년 3월 1일   | 1      | 0:14      | 미국 캘리포니아주 로스엔젤레스  | UFC 여자 밴텀급 챔피언십 5차 방어.                    |
| 승   | 10-0      | 알렉시스 데이비스 | KO (펀치)              | UFC 175                                   | 2014년 7월 6일   | 1      | 0:16      | 미국 네바다주 라스베가스        | UFC 여자 밴텀급 챔피언십 4차 방어.                    |
| 승   | 9-0       | 사라 맥만         | TKO (니킥)             | UFC 170                                   | 2014년 2월 23일  | 1      | 1:06      | 미국 네바다주 라스베가스        | UFC 여자 밴텀급 챔피언십 3차 방어.                    |
| 승   | 8-0       | 미샤 테이트       | 항복 (암바)            | UFC 168                                   | 2013년 12월 29일 | 3      | 0:58      | 미국 네바다주 라스베가스        | UFC 여자 밴텀급 챔피언십 2차 방어.                    |
| 승   | 7-0       | 리즈 카무시       | 항복 (암바)            | UFC 157                                   | 2013년 2월 23일  | 1      | 4:49      | 미국 캘리포니아주 애너하임      | UFC 여자 밴텀급 챔피언십 1차 방어.                    |
| 승   | 6-0       | 새라 카프만       | 항복 (암바)            | 스트라이크포스: 라우시 대 카프만          | 2012년 8월 18일  | 1      | 0:54      | 미국 캘리포니아주 샌디에이고    | 스트라이크포스 여자 밴텀급 챔피언십 방어              |
| 승   | 5-0       | 미샤 테이트       | 항복 (암바)            | 스트라이크포스: 테이트 대 라우시          | 2012년 3월 3일   | 1      | 4:27      | 미국 오하이오주 콜롬버스        | 밴텀급 데뷔, 스트라이크포스 여자 밴텀급 챔피언십 차지 |
| 승   | 4-0       | 줄리아 버드       | 항복 (암바)            | 스트라이크포스 챌린저스: 브릿 대 세이어스 | 2011년 11월 18일 | 1      | 0:39      | 미국 네바다주 라스베이거스      |                                                       |
| 승   | 3-0       | 새라 달레리오     | 항복(테크니컬) (암바)  | 스트라이크포스 챌린저스: 구젤 대 두아르테 | 2011년 8월 12일  | 1      | 0:25      | 미국 네바다주 라스베이거스      | 스트라이크포스 데뷔                                   |
| 승   | 2-0       | 샤메인 트윗       | 항복 (암바)            | HKFC: 스쿨 오브 하드 낙스 12              | 2011년 6월 17일  | 1      | 0:49      | 캐나다 앨버타주 캘거리          | 68kg(150lb) 계약체중 경기                             |
| 승   | 1-0       | 에디안 고미스     | 항복 (암바)            | 킹 오브 더 케이지: 터닝 포인트            | 2011년 3월 27일  | 1      | 0:25      | 미국 캘리포니아주 로스 앤젤레스 | 종합격투기 프로 데뷔                                  |

### 아마추어 전적
| 승패 | 누적 전적 | 상대              | 승패 결정 방식        | 대회                                            | 개최 날짜        | 라운드 | 경기 시간 | 장소                       | 특이 사항                           |
| ---- | --------- | ----------------- | --------------------- | ----------------------------------------------- | ---------------- | ------ | --------- | -------------------------- | ----------------------------------- |
| 승   | 3-0       | 테일러 스트랫포드 | 항복(테크니컬) (암바) | Tuff-N-Uff: Las Vegas vs. 10th Planet Riverside | 2011년 1월 7일   | 1      | 0:24      | 미국 네바다주 라스베이거스 | Tuff-N-Uff 페더급 토너먼트 준결승   |
| 승   | 2-0       | 어텀 리처드슨     | 항복 (암바)           | Tuff-N-Uff: 퓨처 스타스 오브 MMA                | 2010년 11월 12일 | 1      | 0:57      | 미국 네바다주 라스베이거스 | Tuff-N-Uff 페더급 토너먼트 준준결승 |
| 승   | 1-0       | 헤이든 무뇨스     | 항복 (암바)           | 컴뱃 파이트 리그: 그라운드 제로                 | 2010년 8월 6일   | 1      | 0:23      | 미국 캘리포니아주 옥스나드 | 아마추어 데뷔                       |